# NGC 5764
NGC 5764 is een open sterrenhoop in het sterrenbeeld Wolf. Het hemelobject werd op 8 juli 1834 ontdekt door de Britse astronoom John Herschel.

## Synoniemen
- OCL 934
- ESO 223-SC4